# Alfa Romeo Junior Zagato
L'Alfa Romeo Junior Zagato è una autovettura costruita dalla casa automobilistica italiana Alfa Romeo dal 1969 al 1975.

## Il contesto
In seguito alla chiusura, avvenuta il 31 dicembre 1966, della Carrozzeria Touring, che aveva lungamente coadiuvato l'Alfa Romeo nella realizzazioni di speciali versioni dei suoi modelli, Giuseppe Luraghi decise di avviare un rapporto di collaborazione con la Carrozzeria Zagato per la realizzazione di autovetture sportive in piccola serie, allo scopo di ampliare l'offerta di gamma aziendale su meccanica "Giulia" e di dare seguito produttivo, almeno in apparenza, al prototipo "Scarabeo" presentato nel 1966 che aveva ottenuto un grande consenso tra gli appassionati della marca.

## La vettura

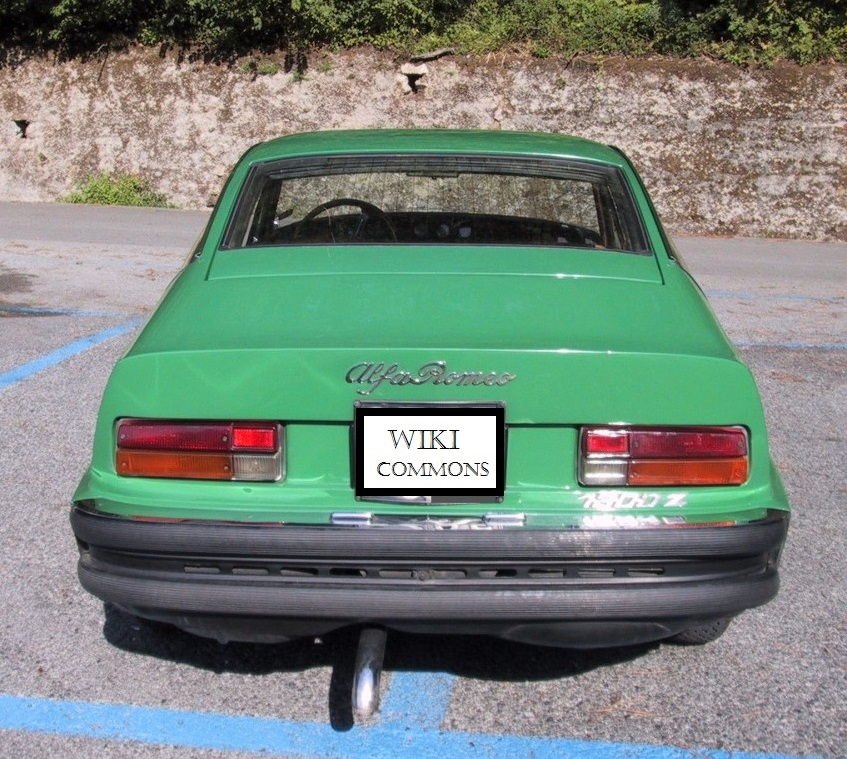
Posteriore della 1600 Z

L'auto fu disegnata da Ercole Spada allora a capo del design della carrozzeria milanese e fu presentata, il 27 ottobre 1969, alla stampa internazionale nel Museo Biscaretti e, il giorno successivo, venne esposta al pubblico nel Salone dell'automobile di Torino.
Si tratta di una coupé prodotta in 1510 esemplari (1108 "1300" e 402 "1600). La versione con cilindrata 1290 cm³ è stata prodotta tra il 1969 ed il 1972, mentre la 1570 cm³ dal 1972 al 1975. Il propulsore e la meccanica provenivano dall'Alfa Romeo GT Junior. I fanali anteriori erano ricoperti da una lastra di plexiglas, che ottimizzava l'aerodinamica. Al posteriore i due modelli erano riconoscibili anche per la differenza di fanaleria con le luci rosse e gli indicatori di direzioni posti affiancati tra loro nella 1300 e sovrapposti nella versione di maggior cilindrata; nel primo caso erano quelli che equipaggiavano l'Alfa Romeo 1750 berlina dello stesso periodo, nel secondo quelli dell'Alfa Romeo 2000. Un'altra differenza era riscontrabile nella lunghezza, passata dai 3.900 ai 4.000 mm della versione più recente.

## Caratteristiche tecniche
Nella prima versione il motore era a quattro cilindri in linea alimentato con due carburatori doppio corpo tipo Weber 40 DCOE 28. La distribuzione era con doppio albero a camme in testa e due valvole per cilindro. L'alesaggio era di 74 mm mentre la corsa era di 75 mm. Erogava una potenza di 89 CV a 6000 giri al minuto. Era raffreddato a liquido ed aveva un rapporto di compressione di 9:1.Era quindi il motore delle Gt 1300 Junior  e Spider Junior, poi adottato anche sulla berlina Giulia 1300 Super.
La trasmissione era a trazione posteriore con un cambio manuale a cinque rapporti. I freni erano a disco e le sospensioni anteriori a ruote indipendenti, mentre le posteriori a ponte rigido.
La velocità massima era di 175 km/h per la versione da 1290 cm³ e 190 km/h per la versione da 1570 cm³, la quale aveva la variante da 109 CV DIN o 125 CV SAE, introdotta con la Giulia Sprint Gt Veloce e il Duetto/Spider del 1966 e riproposta su GT Junior 1600 e Spider 1600 del 1972.